# Trotjänare
En trotjänare eller trotjänarinna var framförallt förr en hushållsarbetare som stannat länge i samma arbetsgivarfamilj. Ofta räknades trotjänaren eller trotjänarinnan nästan som en familjemedlem, framför allt då de blivit lite äldre och åren gått, och vissa begravdes till och med i gemensam grav med arbetsgivarfamiljen.
En barnflicka som arbetat som trotjänare har till exempel ofta sett arbetsgivarens barn växa upp.
Begreppet trotjänare används även i utvidgad betydelse om medarbetare eller annan person som varit verksam i ett sammanhang i många år, djur och saker.

## Bilder

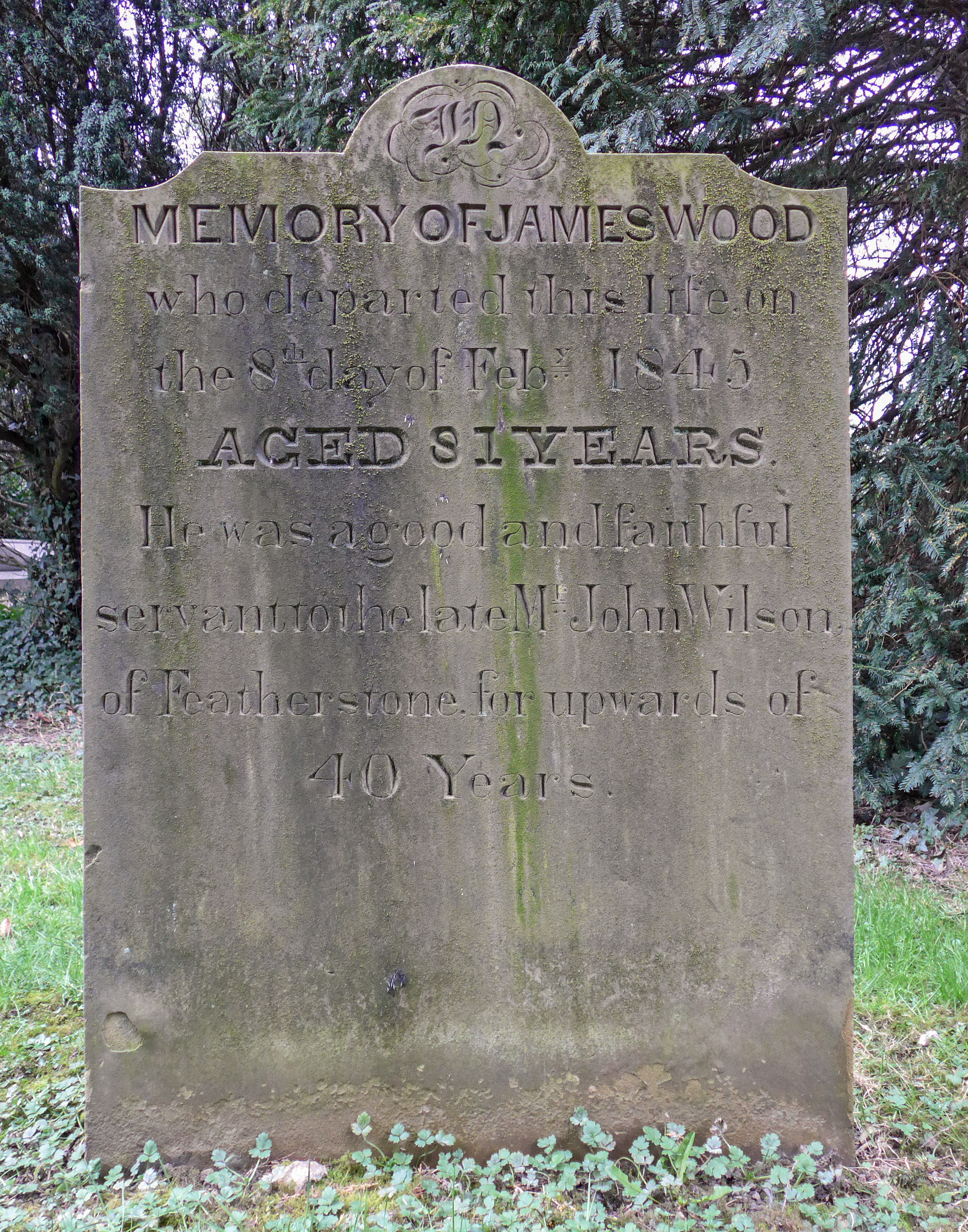
Gravsten för en trotjänare som arbetat 40 år i en familj.